# Murrow
Murrow är en by i Cambridgeshire i England. Byn är belägen 48,5 km 
från Cambridge. Orten har 888 invånare (2015).